# Brachystele
Brachystele Schltr. – rodzaj rośliny z rodziny storczykowatych (Orchidaceae Juss.). Obejmuje co najmniej 23 gatunki występujące naturalnie w Ameryce Środkowej i Południowej.

## Rozmieszczenie geograficzne
Przedstawiciele rodzaju rosną naturalnie w północno-zachodniej, południowo-zachodniej oraz południowo-zachodniej części Meksyku, jak i również na wybrzeżu Zatoki Meksykańskiej tego kraju, w Gwatemali, Salwadorze, Hondurasie, Nikaragui, Kostaryki, Trynidadzie i Tobago, Gujany Francuskiej, Surinamu, Gujany, Wenezueli, Kolumbii, Peru, północnej, południowo-wschodniej i południowej części Brazylii, Urugwaju, Paragwaju, Argentynie oraz w środkowym i południowym Chile.

## Morfologia
PokrójNaziemna, bezłodygowa roślina zielna. Posiada kilka bądź wiele korzeni (rzadko jeden). Są one nagie lub z drobnym owłosieniem.
LiściePosiada jeden lub kilka liści umieszczonych w luźnej rozecie. Są zwykle nieobecne lub zwiędłe podczas kwitnienia, lecz w niektórych przypadkach, jak na przykład u gatunku B. unilateralis), występują podłużne, eliptyczne, ostro zakończone liście osadzone na krótkim ogonku liściowym. Czasami liście łodygowe lub przysadki w kształcie liści są obecne w dolnej części kwiatostanu.
KwiatyKwiatostany są całe owłosione lub w dolnej części nagie. Przysadki są nagie, całobrzegie. Mogą być zarówno tępo jak i ostro zakończone. Kwiaty ułożone są poziomo. Niektórych gatunków są pachnące. Płatki mają barwę białą, żółtawą bądź zielonkawą, czasami działki kielicha oraz płatki są zielone, a warżka ma barwę od białej do pomarańczowożółtej. Działki kielicha mogą być zarówno całe nagie lub owłosione zewnątrz.
OwoceTorebki mają kształt odwrotnie jajowaty. Nasiona posiadają elipsoidalny zarodek, zajmujący więcej niż jedną trzecią długości nasiona.

## Biologia i ekologia
Rośliny z rodzaju Brachystele mogą rosnąć na terenach otwartych, na suchych bądź bagnistych łąkach, sawannach, kamienistych polach, w kserofitycznych zaroślach, suchych lasach sosnowych lub na polanach w lasach sosnowo-dębowych. Rosną na gliniastym, piaszczystym bądź skalistym podłożu, także na obszarach z okresowo występującymi pożarami. Występują na wysokości do 2300 m n.p.m.

## Systematyka
Pozycja systematyczna według Angiosperm Phylogeny Website (aktualizowany system APG III z 2009)
Rodzaj sklasyfikowany do podplemienia Spiranthinae w plemieniu Cranichideae, podrodzina storczykowe (Orchidoideae), rodzina storczykowate (Orchidaceae), rząd szparagowce (Asparagales) w obrębie roślin jednoliściennych. 
Wykaz gatunków
- Brachystele arechavaletae (Kraenzl.) Schltr.
- Brachystele bicrinita Szlach.
- Brachystele bracteosa (Lindl.) Schltr.
- Brachystele burkartii M.N.Correa
- Brachystele camporum (Lindl.) Schltr.
- Brachystele casillasii R.González & Lizb.Hern.
- Brachystele chlorops (Rchb.f.) Schltr.
- Brachystele cyclochila (Kraenzl.) Schltr.
- Brachystele delicatula (Kraenzl.) Schltr.
- Brachystele dilatata (Lindl.) Schltr.
- Brachystele guayanensis (Lindl.) Schltr.
- Brachystele luzmariana Szlach. & R.González
- Brachystele maasii Szlach.
- Brachystele oxyanthos Szlach.
- Brachystele pappulosa Szlach.
- Brachystele rosilloana R.González & Lizb.Hern.
- Brachystele scabrilingua Szlach.
- Brachystele subfiliformis (Cogn.) Schltr.
- Brachystele szlachetkoana R.González & Lizb.Hern.
- Brachystele tamayoana Szlach., Rutk. & Mytnik
- Brachystele unilateralis (Poir.) Schltr.
- Brachystele waldemarii Szlach.
- Brachystele widgrenii (Rchb.f.) Schltr.

## Zastosowanie
Gatunek B. unilateralis był używany przez Indian z niektórych obszarach w Chile jako środek moczopędny i podano nazwę lokalną nuil.